# Probezzia smithii
Probezzia smithii är en tvåvingeart som först beskrevs av Daniel William Coquillett 1901.  Probezzia smithii ingår i släktet Probezzia och familjen svidknott. Inga underarter finns listade i Catalogue of Life.